# Betheln
Betheln est une ancienne commune allemande du land de Basse-Saxe et l'arrondissement de Hildesheim.